# Telescoopvizier

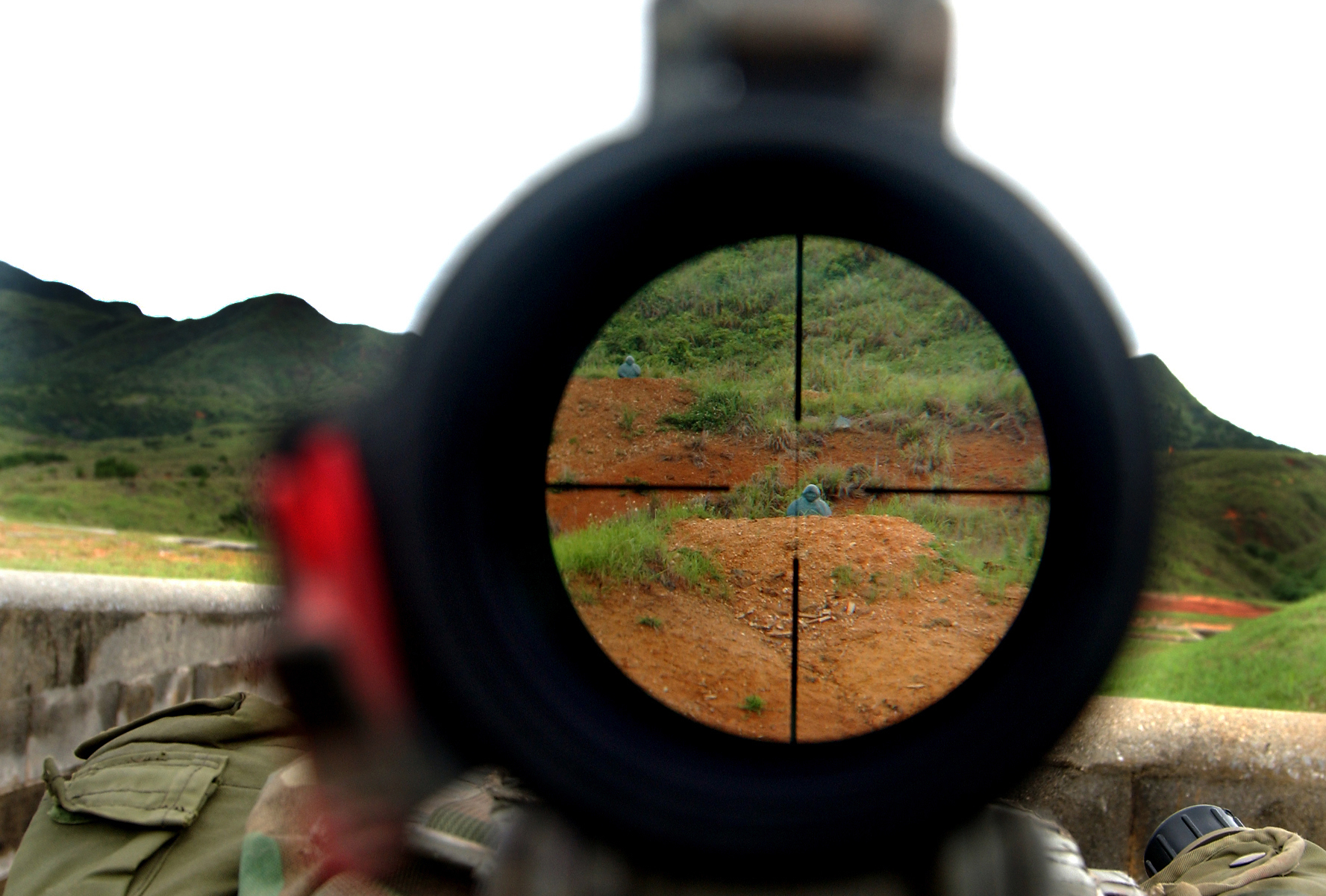
Zicht door een telescoopvizier

Een telescoopvizier is een als vizier op een geweer of ander wapen (bijvoorbeeld kruisboog, handboog) gemonteerde verrekijker waarmee men het doel beter kan zien.
Door middel van kruisdraden kan men de plaats waarnemen waar het projectiel zal gaan raken als het wapen wordt stilgehouden bij het lossen van het schot, als even wordt afgezien van andere verstorende factoren zoals windsnelheid, omhoog of omlaag schieten etc. Er is over het algemeen een verstelmogelijkheid in hoogte voor verschillende afstanden en instelmogelijkheden om op de karakteristieke eigenschappen van de schutter in te kunnen spelen. Omdat het projectiel een kromme baan volgt en het licht door het vizier (bij lucht van gelijke temperatuur) een rechte lijn moet een telescoopvizier afgesteld worden op een bepaalde afstand.
Voor het schieten met een helling omhoog of omlaag of met zijwind wordt het precies afstellen een ingewikkelde zaak, zeker als er niet "ingeschoten" kan worden. De uitwendige ballistiek houdt zich bezig met het gedrag van projectielen tussen het verlaten van de loop en de inslag.
Een laservizier is een richthulpmiddel waarbij aan het wapen een laserapparaat gekoppeld is. Ook de laserstraal volgt een rechte lijn, dus ook hierbij moet nauwkeurig afgesteld of ingeschoten worden.
Het schieten met een telescoopvizier heeft enkele voordelen ten opzichte van een vizier met korrel en keep. Bij dit laatste moet er op drie dingen tegelijk worden gelet: de keep, de korrel en het doel. (Bij een telescoopvizier is er alleen het draadkruis en het doel.) Tijdens het kijken stelt het oog zich soms onwillekeurig in op een van deze drie afstanden zodat het zicht af en toe wazig wordt. Bij lichte schemering is het doel ook duidelijker te zien, doordat het grotere oppervlak van de lens licht vanaf het doel opvangt dat zonder telescoop buiten de pupil was gevallen.